# Ignacio Sánchez Mejías
Ignacio Sánchez Mejías (Sevilla, 6 de junio de 1891-Madrid, 13 de agosto de 1934) fue un torero español. Cuñado del mítico torero Joselito «El Gallo», su figura trascendió con mucho el ámbito taurino, ya que fue también aficionado a la literatura y escritor, lo que le convirtió en uno de los personajes más populares de la cultura de España durante el primer tercio del siglo XX. Al morir como consecuencia de una cornada, fue homenajeado por varios poetas de la generación del 27, en particular por Federico García Lorca en su Llanto por Ignacio Sánchez Mejías.

## Biografía

### Inicios
Nació en Sevilla, en el seno de una familia acomodada, donde su padre ejercía de médico. Siendo un adolescente escapó de casa en busca de aventuras, viajando como polizón en un barco que se dirigía a México. Ese afán aventurero le hizo abrazar la profesión taurina. 
En la década de 1910 formó parte de la cuadrilla de José Gómez «Joselito», su amigo de la infancia, con el que había emparentado en 1915 al casarse con Dolores, hermana del gran diestro sevillano. En los tres años siguientes se consagró en la cuadrilla de Joselito como el mejor banderillero español, con permiso de su cuñado Joselito, excepcional rehiletero. Los historiadores taurinos coinciden en señalar que la técnica de Joselito es la más perfecta que se ha conocido y el mejor torero de la vieja escuela. Y en esa escuela se formó, como matador de toros, Ignacio Sánchez Mejías.

### Matador de toros
En 1919 tomó la alternativa en Barcelona de manos de Joselito y con Juan Belmonte de testigo. La confirmó en Madrid al año siguiente. En 1920, alternando en un mano a mano con Joselito en Talavera de la Reina, fue testigo de la muerte de su cuñado en una cogida del toro Bailaor. Se conserva una fotografía de Sánchez Mejías velando a Joselito:

La fotografía de Ignacio abrumado por el dolor, sosteniendo con una mano abierta la cara mientras con la otra acaricia la cabeza de Joselito yacente, tranquilo ya en su gloria, es quizás la más emocionante de la historia de la Tauromaquia.
«Ignacio Sánchez Mejías, el torero del 27», El Mundo, 3 de mayo de 1998.

El éxito de su toreo no se basó en su técnica o en su estilo, y menos compitiendo con los considerados como mejores toreros de la historia (Joselito y Belmonte), sino sobre todo por sus alardes temerarios: toreos de rodillas, recibir sentado en el estribo, banderillas por los adentros, etc. A mediados de la década de 1920, siendo figura del toreo, se cansó de los toros, se retiró y se dedicó a otras actividades. Extraordinariamente polifacético, Sánchez Mejías fue también actor de cine, jugador de polo, automovilista y escritor de obras de teatro.

### Amigo de poetas
En el curso 1928-1929 se matriculó en el instituto de educación secundaria La Rábida de Huelva, con treinta y ocho años de edad, para terminar los estudios de Grado de Bachiller. El 25 de mayo de 1928 fue elegido 12.º presidente del Real Betis Balompié, permaneciendo en el cargo hasta el 2 de septiembre de 1929. También tuvo un papel importante como mecenas de lo que luego se conocería como generación del 27, algunos de cuyos miembros eran verdaderos aficionados a la tauromaquia y expertos taurinos. La primera vez que se reunieron sus componentes (Federico García Lorca, Gerardo Diego, Dámaso Alonso, Luis Cernuda, entre otros), encuentro celebrado en el Ateneo de Sevilla en 1927 y que dio nombre a la generación, fue por iniciativa de Sánchez Mejías para conmemorar el 300 aniversario de la muerte de Góngora.

### Muerte
En 1934, Sánchez Mejías decidió reaparecer en las plazas a la vez que Juan Belmonte. El 11 de agosto, sustituyó a Domingo Ortega en Manzanares (Ciudad Real); el toro de nombre Granadino, pequeño, manso y astifino, le dio una gran cornada en el muslo derecho al iniciar la faena de muleta sentado en el estribo, uno de los arriesgados lances que practicaba a menudo. No permitió que lo operaran en la modesta enfermería de Manzanares, donde el médico local Alfonso Fernández-Pacheco Resino se ofreció para intervenirlo, y pidió volver a Madrid, pero la ambulancia tardó varias horas en llegar. A los dos días se declaró la gangrena. Murió en Madrid, en el sanatorio del doctor Crespo (situado en la esquina de la calle Goya con doctor Esquerdo) en la mañana del día 13 de agosto. El mito dice que buscó la muerte: 

Sánchez Mejías, cansado de vivir y de ver mundo, reapareció para morir en las astas de un toro. No concebía otro tipo de muerte, y tuvo la que él quiso.
Domingo Delgado de la Cámara, Revisión del toreo, 2002, pág. 255.

Al morir Sánchez Mejías, su figura fue ensalzada por Miguel Hernández, Rafael Alberti –que hizo el paseíllo en su cuadrilla– y otros poetas de la generación del 27, incluido García Lorca, cuyo Llanto por Ignacio Sánchez Mejías es para muchos la mejor elegía en español desde las Coplas de Jorge Manrique.[cita requerida]
Su faceta como intelectual y el enorme aprecio que los escritores del 27 le dispensaron hizo que su repercusión en la historia del toreo sea muy superior que su significado estricto como matador de toros:

Sánchez Mejías no era un artista. Tampoco un torero inteligente. Los alardes de valor eran la expresión de su tauromaquia. [...] Su figura excedió el ámbito taurino para ser uno de los grandes personajes del ámbito cultural de la España de anteguerra.
Domingo Delgado de la Cámara, Revisión del toreo, 2002, pág. 255.

## Producción teatral
- Sinrazon, juguete en tres actos y prosa, primera puesta en escena el 24 de marzo de 1928 en el Tetro Calderón de Madrid.
- Zaya, comedia en tres actos y en prosa, primera puesta en escena el 8 de agosto de 1928 en el Teatro Pereda de Santander.
- Ni más ni menos, comedia en tres actos y en prosa, nunca representada ni editada en vida del autor.
- Soledad, comedia en más de un acto, nunca representada ni editada en vida del autor.

Los cuatro textos están incluidos en Ignacio Sánchez Mejias - Teatro, editado por Colección Austral, edición de Antonio Gallego Morell, 1988.

## Legado
El escultor valenciano Mariano Benlliure lo incluyó entre las figuras que portan el ataúd de Joselito «El Gallo», en el mausoleo que puede contemplarse en el cementerio de San Fernando de Sevilla desde 1926. Curiosamente, Ignacio Sánchez Mejías reposa junto a dicha obra monumental.
Sánchez Mejías tiene un colegio de educación primaria con su nombre, el CEIP Ignacio Sánchez Mejías, situado en Sevilla, además de contar con una calle en la Real de la Feria de Sevilla.
En 2008, la productora La Claqueta Metálica estrenó el documental Ignacio Sánchez Mejías. Más allá del toreo, dirigido por José Francisco Ortuño, que se centra en la figura del torero, pero acercándose sobre todo a sus múltiples facetas como personaje polifacético: dramaturgo, piloto aéreo, jugador de polo, presidente de la Cruz Roja y del Real Betis Balompié.
En 2018 se inauguró en Manzanares un museo en su memoria.